# Nậm Tin
Nậm Tin là một xã thuộc huyện Nậm Pồ, tỉnh Điện Biên, Việt Nam.

## Địa lý
Xã Nậm Tin có vị trí địa lý:
- Phía đông giáp xã Chà Cang
- Phía tây giáp xã Nà Khoa và xã Na Cô Sa
- Phía nam giáp xã Nà Hỳ
- Phía bắc giáp xã Pa Tần.

Xã Nậm Tin có diện tích 86,88km², dân số năm 2022 là 4.192 người, mật độ dân số đạt 48 người/km².

## Hành chính
Xã Nậm Tin được chia thành 8 bản: Huổi Đắp, Huổi Tang, Mốc 4, Mốc 5, Nậm Tin, Nậm Tin 1, Nậm Tin 2, Tàng Do.

## Lịch sử
Ngày 25 tháng 8 năm 2012, Chính phủ ban hành Nghị quyết số 45/NQ-CP về việc:
- Thành lập xã Nậm Tin thuộc huyện Mường Nhé trên cơ sở điều chỉnh 8.715,32 ha diện tích tự nhiên, 2.454 nhân khẩu của xã Chà Cang và 414 nhân khẩu của xã Pa Tần hiện xâm canh, xâm cư trên địa bàn xã Chà Cang. Xã Nậm Tin có 8.715,32 ha diện tích tự nhiên và 2.868 nhân khẩu.
- Chuyển xã Nậm Tin thuộc huyện Mường Nhé về huyện Nậm Pồ mới thành lập quản lý.

Ngày 6 tháng 12 năm 2019, HĐND tỉnh Điện Biên ban hành Nghị quyết số 148/NQ-HĐND về việc thành lập bản Nậm Tin trên cơ sở bản Nậm Tin 3 và bản Nậm Tin 4.